# Miloš Stanojević
Miloš Stanojević, né le 27 mai 1984, est un rameur serbe.

## Palmarès

### Championnats du monde d'aviron
| Discipline | Poznań 2009 Pologne | Karapiro 2010 Nouvelle-Zélande | Bled 2011 Slovénie | Plovdiv 2012 Bulgarie | Chungju 2013 Corée du Sud | Amsterdam 2014 Pays-Bas | Aiguebelette 2015 France |
| ---------- | ------------------- | ------------------------------ | ------------------ | --------------------- | ------------------------- | ----------------------- | ------------------------ |
| Skiff, pl  |                     |                                |                    |                       |                           |                         | Bronze                   |

### Championnats d'Europe
| Discipline           | Brest 2009 Biélorussie | Montemor-o-Velho 2010 Portugal | Plovdiv 2011 Bulgarie | Varèse 2012 Italie | Séville 2013 Espagne | Belgrade 2014 Serbie | Poznań 2015 Pologne |
| -------------------- | ---------------------- | ------------------------------ | --------------------- | ------------------ | -------------------- | -------------------- | ------------------- |
| Quatre de pointe, pl | Bronze                 |                                | Bronze                | Bronze             |                      |                      |                     |